# Romiguières
Romiguières (okzitanisch: Romiguièiras) ist eine französische Gemeinde mit 23 Einwohnern (Stand: 1. Januar 2022) im Département Hérault in der Region Okzitanien (vor 2016 Languedoc-Roussillon). Sie gehört zum Arrondissement Lodève und zum Kanton Lodève. Die Einwohner werden Romiguiérois genannt.

## Lage
Die Gemeinde Romiguières liegt im Regionalen aturpark Haut-Languedoc in den südlichen Ausläufern der Cevennen an der Grenze zum Département Aveyron, 14 Kilometer nordwestlich von Lodève. Der Orb begrenzt die Gemeinde im Norden. Umgeben wird Romiguières von den Nachbargemeinden Cornus im Norden, Les Rives im Nordosten und Osten, Lauroux im Osten und Südosten, Roqueredonde im Süden und Südwesten sowie Le Clapier im Westen und Nordwesten.

## Bevölkerungsentwicklung
| Jahr                       | 1962 | 1968 | 1975 | 1982 | 1990 | 1999 | 2006 | 2013 | 2020 |
| Einwohner                  | 19   | 14   | 11   | 9    | 16   | 15   | 21   | 23   | 21   |
| Quellen: Cassini und INSEE |      |      |      |      |      |      |      |      |      |